# تمثیل خط منقسم
تمثیل خط منقسم یکی از الگوسازی‌های افلاطون است که در بخش پایانی کتاب ششم از رسالهٔ جمهوری پس از تمثیل خورشید و پیش از تمثیل غار مطرح شده‌است. در نتیجهٔ این تمثیل یک سری مباحث شناخت شناسی و همچنین برداشت‌هایی از نظریهٔ مثل پیش می‌آید.

## جهان‌های چهارگانه از منظر شناخت
در جریان مکالمه سقراط از گلاوکن می‌خواهد که خطی را تجسم کند که به‌طور نابرابر (شاید به نسبت یک به دو) بخش شده باشد. سپس هر کدام از بخش‌های پدید آمده را نیز به دو بخش باز هم نابرابر قسمت کند. گفتنی است از میان چهار خط به وجود آمده احتمال دارد که خط شمارهٔ ۲ و شمارهٔ ۳ از نظر اندازه برابر و همچنین خطوط ۱ و ۴ به ترتیب کوچک‌ترین و بزرگ‌ترین خط باشند. اکنون می‌توان جهان‌های دوگانه را که هر کدام دو قسمت شده‌اند به هر یک از این خطوط نسبت داد:

### جهان محسوس
مرتبهٔ نخست جهان محسوس یا مطابق شکل جهان دیدنی‌ها دربرگیرندهٔ سایه‌ها و نگاره‌هایی هستند که بر روی آب یا آینه بازتاب داده می‌شوند. شناختن چنین چیزهایی تنها پندار را در انسان به وجود می‌آورد، زیراکه در اینجا، موضوع شناخت، چیزهای حقیقی نیستند.
مرتبهٔ دوم اما شامل خود اشیاء هست. مانند سنگ، چوب یا مصنوعات ساختهٔ دست بشر. شناسایی نسبت به اینان همان اعتقاد را به وجود می‌آورد.

### جهان معقول
در مرتبهٔ سوم دیگر وارد جهان تازه‌ای می‌شویم و شناخت با کمک استدلال صورت می‌گیرد. در این گونه شناخت انسان همانند ریاضی دانان یا هندسه دانان مفروضات اولیه‌ای مانند نقطه، خط، زوج و فرد و... را بدیهی فرض می‌کند و سپس پژوهش خود را بر روی آن‌ها بنا می‌کند. در بعضی تفسیرها گفته می‌شود که این مفروضات هرچند مشابهت‌هایی با مثال (ایده) دارند اما نباید آن‌ها را با ایده یکی گرفت چه ایده‌ها در اندیشهٔ افلاطون بر خلاف اعداد جمع پذیر نیستند.
در مرتبهٔ چهارم دیگر مفروضات را اصول مسلم در نظر نمی‌گیرند بلکه به آنان به مثابه پلهٔ نخست برای پژوهش می‌نگرند تا با روش دیالکتیکی از آن‌ها صعود کرده و به نخستین اصل هستی برسند که به هیچ مفروضی تکیه نکرده‌است.
دربارهٔ این موضوع که آیا تمام ایده‌ها تنها ویژهٔ پلهٔ چهارم هستند یا اینکه پلهٔ چهارم تنها جایگاه «ایدهٔ نیک» است میان مفسران همسویی وجود ندارد.
برای فیلسوف کافی نیست که _در پلهٔ چهارم_ تنها به درک مثال اکتفا ورزد؛ بلکه باید رابطهٔ مثال‌ها با هر یک از چهار مرتبهٔ ساختار را درک کند تا بتواند به شناسایی چیزها برسد. در رسالهٔ جمهوری فیلسوف باید به شناسایی «مثال عدالت» نائل شود تا هم زندگی عادلانه‌ای داشته باشد و هم بتواند جامعه‌ای عادلانه را ایجاد و راهبری کند.